# Roger Wilco
Roger Wilco це VoIP — програма для спілкування учасників багатокористувацьких комп'ютерних ігор. Вона була розроблена під Windows, версія для Mac розробляється, але дата випуску ще не визначена (розробники пояснюють це проблемами з альфа -версією). Ця програма допомагає гравцям координувати гру. Вона також працює і поза межами ігор.
Перша версія Roger Wilco була створена компанією Resounding Technology, яка в жовтні 1999 об'єдналася з HearMe, власницею MPlayer.com. У грудні 2000 GameSpy купив її вихідний код для поліпшення своєї програми GameSpy Arcade. До цієї покупки програма була вільною; після залишилася безкоштовною, але вимагає реєстрації, як і інші інструменти GameSpy.